# Улица тринадцати тополей
«Улица тринадцати тополей» — советский чёрно-белый драматический фильм 1969 года режиссёров Виктора Иванова и Абрама Народицкого, снятый на Киевской киностудии им. А. П. Довженко по сценарию Дмитрия Холендро.
Премьера состоялась 9 марта 1970 года. Фильм посмотрели 14,4 млн зрителей.

## Сюжет
Молодой украинский парень по имени Остап влюбляется в девушку по имени Мастура во время своего визита в Ташкент. Однако, перед тем как успеть провести достаточно времени вместе, Остапу приходится вернуться в Киев.
Вскоре после его отъезда происходит трагическое землетрясение, разрушающее часть города, и в особенности улицу, где жила Мастура. Остап решает вернуться в Ташкент, чтобы помочь восстановить город вместе с украинскими строителями. В своём поиске Мастуры он находит её, и они вновь встречаются.

## Роли исполняют
- Владимир Волков — Остап
- Тамилла Ахмедова — Мастура
- Ядгор Сагдиев — Алимджан
- Турсуной Джафарова — мать
- Машраб Юнусов — Хаким-ака
- Юрий Марченко — Бобошко
- Вячеслав Молганов — Махотко

### В эпизодах
- Вахаб Абдуллаев — строитель
- Ахат Абдурахманов — строитель
- Марат Азимов
- Валерий Алексеенко
- А. Атакулов — охранник трамвайного депо
- Б. Бакиров
- Джамшид Закиров
- Пётр Бенюк — пассажир в киевском аэропорту
- Сабахан Каримова
- Анвар Кенджаев — фотограф
- Олег Комаров — пассажир в киевском аэропорту
- Виктор Полищук — пассажир в киевском аэропорту
- И. Селифанов
- Хамид Ташпулатов
- Рано Хамраева — Хамраева
- Замира Хидоятова

### Нет в титрах
- Мухтар Ага-Мирзаев
- Галина Демчук
- Степан Жаворонок
- Рихси Ибрахимова
- Сергей Иванов — строитель
- Вильгельм Косач — бригадир
- Хабиб Нариманов
- Борис Романов — строитель
- Усман Салимов

## Съёмочная группа
- Автор сценария: Дмитрий Холендро
- Режиссёры-постановщики: Виктор Иванов, Абрам Народицкий
- Оператор-постановщик: Михаил Иванов
- Художник-постановщик: Михаил Раковский
- Композитор: Иван Карабиц
- Автор песен: Валерий Винарский
- Звукооператор: Анатолий Чернооченко
- Режиссёр: Николай Сергеев
- Оператор: Н. Соколовский
- Монтажёр: Н. Яценко
- Художник по костюмам: Галина Фомина
- Художник-гримёр: В. Шикин
- Комбинированные съёмки:
  - Операторы: Яков Резник, Александр Пастухов
  - Художник: Владимир Деминский
- Ассистенты:
  - режиссёра: Владимир Георгиенко, А. Шулепина
  - оператора: В. Гапчук, В. Саченко, И. Татарчук
- Инструментальный ансамбль под управлением И. Ключарева
- Редактор: Инесса Размашкина
- Директор картины: Бернард Глазман